# Замок Трив
Замок Трив (англ. Threave Castle) — средневековый шотландский за́мок, который расположен в области Дамфрис-энд-Галловей, в Шотландии. Считается, что замок ранее был домом для древних правителей Галлоуэйя, но к нашему времени не осталось доказательств подтверждающих это.

## История

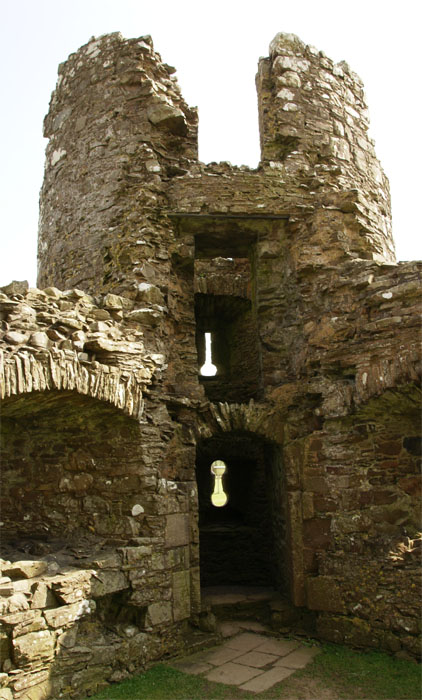
Интерьер южно-восточной башни замка Трив

Сэр Арчибальд Дуглас, более известный как Арчибальд Грим, построил высокую, неприступную башню в 1369 году. Он лишь с недавних пор считается лордом Галлоуэя. К тому времени, как он умер в 1400 году, он стал 3-м графом Дуглас, и был одним из самых могущественных вельмож на юге Шотландии.
К 1450 году, из-за того что Чёрные Дугласы стали невероятно могущественными, Яков II желал, чтобы их семья была свергнута. 8-й граф Дуглас принял меры, чтобы защитить себя и свою семью, уничтожив все вспомогательные пристройки Трива, чтобы освободить место для специально построенной после артиллерийской стены (это защитное сооружение неплохо сохранилось и до наших времён).
В 1455 году произошла двухмесячная осада островной крепости. Гарнизон замка сдался только после того, как король Яков II подкупил их, для быстрого взятия укрепления. После успешной осады крепость вернулась к правительству и с тех пор была не очень значимой в истории Шотландии.

## Архитектура

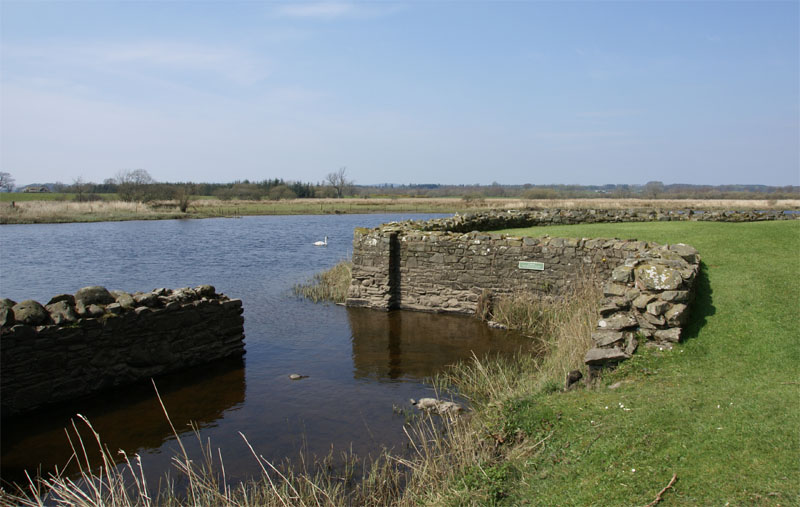
Порт замка Трив

Крепость Трив ранее была домом-башней высотой почти 30 метров, окружённый большим комплексом других зданий — одна из первых в своем роде.
Всего постройка имела пять этажей, а толщина стен достигала 3 метров, с небольшими окнами, построенными в сторону к острову. Сооружение также имело и укреплённые зубцы, как и большинство замков в те времена.

### Комнаты и пристройки
Склад и служебные помещения замка находились на нижних этажах, а личные комнаты Арчибальда Дугласа были расположены на этажах повыше, для лучшего обзора прилегающих территорий.
Большинство пристроек крепости не возможно теперь увидеть, так как со временем замок превратился в руины. В 1970-х были проведены археологические раскопки, во время которых были обнаружены: внешний зал, где Арчибальд проводил суд, дополнительные жилые помещения для слуг замка и древние остатки порта.